# Kirch Jesar
Kirch Jesar is een gemeente in de Duitse deelstaat Mecklenburg-Voor-Pommeren, en maakt deel uit van het Landkreis Ludwigslust-Parchim.

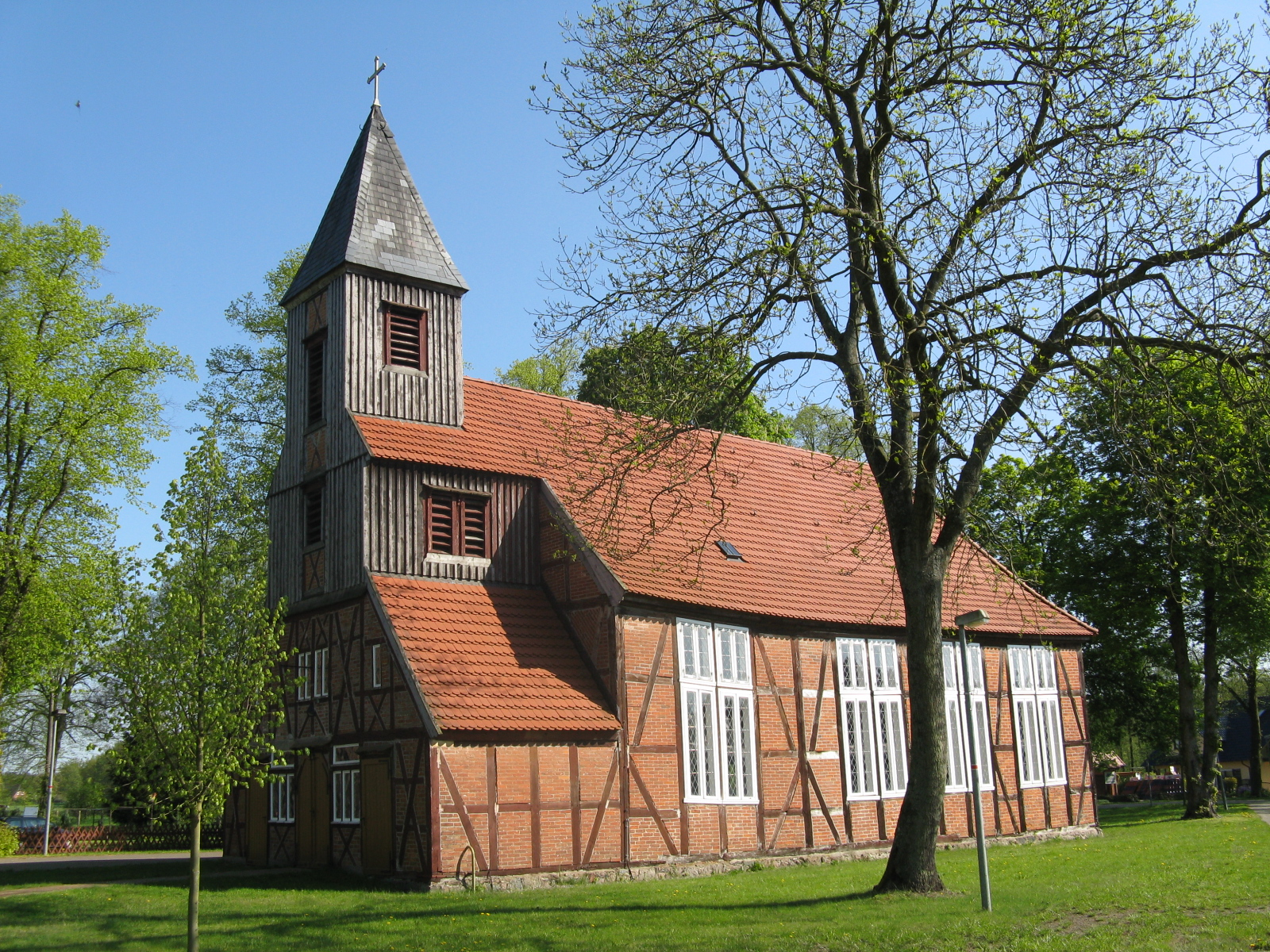
Kerk in Kirch Jesar

Kirch Jesar telt 637 inwoners.